# More (program)
 For alternative betydninger, se More. (Se også artikler, som begynder med More)
Computerprogrammet more bruges til at vise en tekstfil en side af gangen. De fleste udgaver af programmet kan kun bladre frem i teksten, så hvis man er kommet til at bladre for langt, må man afbryde programmet og starte forfra. More er en del et POSIX-kompatibelt Unix-system. Det findes også til Microsoft Windows. Nogle Unix-leverandører har lavet udgaver af more, som kan håndtere, at der bladres tilbage. Input kan enten komme fra en fil eller fra standard input. Dette giver mulighed for bladring i programoutput, som ellers ikke ville kunne være på skærmen.
GNU-projektet har udgivet et alternativt program, less, som kan håndtere bladring tilbage og søgning i teksten.

## Eksempler på brug
Læsning fra en fil:
```
more interessant.txt
```

Bladring i output fra grep:
```
grep Wikipedia < interessant.txt | more
```

I eksemplet ledes efter teksten Wikipedia i filen interessant.txt. De linjer, som indeholder den søgte tekst, skrives til standard output. Standard output omdirigeres til more, som håndterer bladringen.